# Tetraopes texanus
Tetraopes texanus là một loài bọ cánh cứng trong họ Cerambycidae.